# Hund mit Blog/Episodenliste

Logo zur Serie

Diese Episodenliste enthält alle Episoden der US-amerikanischen Jugend-Sitcom Hund mit Blog, sortiert nach der US-amerikanischen Erstausstrahlung. Die Fernsehserie umfasst drei Staffeln mit 70 Episoden.

## Übersicht
| Staffel | Episodenanzahl | Erstausstrahlung USA | Erstausstrahlung USA | Deutschsprachige Erstausstrahlung | Deutschsprachige Erstausstrahlung |
| Staffel | Episodenanzahl | Staffelpremiere      | Staffelfinale        | Staffelpremiere                   | Staffelfinale                     |
| ------- | -------------- | -------------------- | -------------------- | --------------------------------- | --------------------------------- |
| 1       | 22             | 12. Oktober 2012     | 25. August 2013      | 8. April 2013                     | 13. September 2013                |
| 2       | 24             | 20. September 2013   | 12. September 2014   | 24. November 2014                 | 18. Dezember 2014                 |
| 3       | 24             | 26. September 2014   | 25. September 2015   | 22. Juni 2015                     | 6. Dezember 2015                  |

## Staffel 1
Die Erstausstrahlung der ersten Staffel war vom 12. Oktober 2012 bis zum 25. August 2013 auf dem US-amerikanischen Sender Disney Channel zu sehen. Die deutschsprachige Erstausstrahlung sendete der deutsche Pay-TV-Sender Disney Channel vom 8. April bis 13. September 2013.
| Nr. (ges.) | Nr. (St.) | Deutscher Titel            | Originaltitel                | Erstausstrahlung USA | Deutschsprachige Erstausstrahlung (D) |
| ---------- | --------- | -------------------------- | ---------------------------- | -------------------- | ------------------------------------- |
| 1          | 1         | Eine neue Familie für Stan | Stan Of The House            | 12. Okt. 2012        | 8. Apr. 2013                          |
| 2          | 2         | Das Gefühl von Freiheit    | The Fast And The Furriest    | 4. Nov. 2012         | 9. Apr. 2013                          |
| 3          | 3         | Maskottchen-Rivalitäten    | Dog With A Hog               | 11. Nov. 2012        | 10. Apr. 2013                         |
| 4          | 4         | Der Freundschafts-Kodex    | Wingstan                     | 18. Nov. 2012        | 11. Apr. 2013                         |
| 5          | 5         | Virtuelle Freunde          | World Of Woofcraft           | 25. Nov. 2012        | 12. Apr. 2013                         |
| 6          | 6         | Schenken macht Freude      | Bark! The Herald Angels Sing | 2. Dez. 2012         | 15. Apr. 2013                         |
| 7          | 7         | Sprechende Konkurrenz      | The Parrot Trap              | 13. Jan. 2013        | 16. Apr. 2013                         |
| 8          | 8         | Verborgene Talente         | The Bone Identity            | 27. Jan. 2013        | 17. Apr. 2013                         |
| 9          | 9         | Stans Schweigen            | Stan Stops Talking           | 17. Feb. 2013        | 18. Apr. 2013                         |
| 10         | 10        | Wo ist Chloe?              | Dog Loses Girl               | 24. Feb. 2013        | 19. Apr. 2013                         |
| 11         | 11        | Der Hüter des Hauses       | Stan-ing Guard               | 24. März 2013        | 22. Apr. 2013                         |
| 12         | 12        | Film ab!                   | Freaky Fido                  | 7. Apr. 2013         | 13. Sep. 2013                         |
| 13         | 13        | Die neue Avery             | Guess Who’s a Cheerleader    | 28. Apr. 2013        | 23. Apr. 2013                         |
| 14         | 14        | Jeder ist ein Künstler     | Crimes of the Art World      | 5. Mai 2013          | 2. Sep. 2013                          |
| 15         | 15        | Liebesglück                | Avery’s First Crush          | 12. Mai 2013         | 3. Sep. 2013                          |
| 16         | 16        | Ein Job für Tyler          | The Truck Stops Here         | 12. Mai 2013         | 4. Sep. 2013                          |
| 17         | 17        | Herzschmerz                | Avery’s First Breakup        | 23. Juni 2013        | 5. Sep. 2013                          |
| 18         | 18        | Familienzuwachs            | A New Baby?                  | 14. Juli 2013        | 6. Sep. 2013                          |
| 19         | 19        | Oma James hört Stimmen     | Stan Talks To Gran           | 21. Juli 2013        | 9. Sep. 2013                          |
| 20         | 20        | Averys wilde Party         | Avery’s Wild Party           | 28. Juli 2013        | 17. Aug. 2013                         |
| 21         | 21        | Die Talentshow             | My Parents Posted What?!     | 11. Aug. 2013        | 10. Sep. 2013                         |
| 22         | 22        | Stans Entscheidung         | Stan’s Old Owner             | 25. Aug. 2013        | 11. Sep. 2013                         |

## Staffel 2
Die Erstausstrahlung der zweiten Staffel war vom 20. September 2013 bis zum 12. September 2014 auf dem US-amerikanischen Sender Disney Channel zu sehen. Die deutschsprachige Erstausstrahlung soll der deutsche Free-TV-Sender Disney Channel ab dem 24. November 2014 senden.
| Nr. (ges.) | Nr. (St.) | Deutscher Titel                 | Originaltitel                                | Erstausstrahlung USA | Deutschsprachige Erstausstrahlung (D) |
| ---------- | --------- | ------------------------------- | -------------------------------------------- | -------------------- | ------------------------------------- |
| 23         | 1         | Zu klein zu kurz geschmacklos   | Too Short                                    | 20. Sep. 2013        | 24. Nov. 2014                         |
| 24         | 2         | Gutes Mädchen – Böses Mädchen   | Good Girl Gone Bad                           | 27. Sep. 2013        | 26. Nov. 2014                         |
| 25         | 3         | Heuloween                       | Howloween                                    | 4. Okt. 2013         | 25. Nov. 2014                         |
| 26         | 4         | Das Vermächtnis                 | Stan Makes His Mark                          | 11. Okt. 2013        | 27. Nov. 2014                         |
| 27         | 5         | Tylers neue Freundin            | Tyler Gets a Girlfriend                      | 1. Nov. 2013         | 28. Nov. 2014                         |
| 28         | 6         | Die Nervensäge                  | Don't Karl Us, We'll Karl You                | 22. Nov. 2013        | 29. Nov. 2014                         |
| 29         | 7         | Ein perfektes Weihnachtsfest    | ’Twas the Fight Before Christmas             | 6. Dez. 2013         | 30. Nov. 2014                         |
| 30         | 8         | Das kommt mir Spanisch vor      | Lost In Stanslation                          | 10. Jan. 2014        | 3. Dez. 2014                          |
| 31         | 9         | Frauenpower und Eifersucht      | Avery B. Jealous                             | 24. Jan. 2014        | 2. Dez. 2014                          |
| 32         | 10        | Hund und Katz                   | Love Ty-Angle                                | 21. Feb. 2014        | 4. Dez. 2014                          |
| 33         | 11        | Der große Streit                | Stan Runs Away                               | 28. Feb. 2014        | 7. Dez. 2014                          |
| 34         | 12        | Avery zwischen den Stühlen      | I Want My Nikki Back, Nikki Back, Nikki Back | 7. März 2014         | 5. Dez. 2014                          |
| 35         | 13        | Darf ich bitten?                | Avery-body Dance Now                         | 21. März 2014        | 9. Dez. 2014                          |
| 36         | 14        | Shakespeares Monster            | The Green-Eyed Monster                       | 4. Apr. 2014         | 12. Dez. 2014                         |
| 37         | 15        | Wer trainiert hier wen?         | Who’s Training Who?                          | 11. Apr. 2014        | 1. Dez. 2014                          |
| 38         | 16        | Liebe, Verlust und Distanz      | Love, Loss and a Beanbag Toss                | 16. Mai 2014         | 13. Dez. 2014                         |
| 39         | 17        | Froschalarm                     | How I Met Your Brother and Sister            | 13. Juni 2014        | 11. Dez. 2014                         |
| 40         | 18        | Rettet den Imbisswagen!         | Will Sing for Food Truck                     | 20. Juni 2014        | 10. Dez. 2014                         |
| 41         | 19        | Auf nach San Francisco!         | Stuck in the Mini with You                   | 18. Juli 2014        | 8. Dez. 2014                          |
| 42         | 20        | Die Hülsenmenschen von Pasadena | Pod People from Pasadena                     | 25. Juli 2014        | 14. Dez. 2014                         |
| 43         | 21        | Der Hund und der Millionär      | The Mutt and the Mogul                       | 1. Aug. 2014         | 15. Dez. 2014                         |
| 44         | 22        | Stan wird eingeschult!          | Stan Gets Schooled                           | 15. Aug. 2014        | 17. Dez. 2014                         |
| 45         | 23        | Karl entdeckt Stans Geheimnis   | Karl Finds Out Stan's Secret                 | 22. Aug. 2014        | 16. Dez. 2014                         |
| 46         | 24        | Ein Verleger in Verlegenheit    | The Kids Find Out Stan Blogs                 | 12. Sep. 2014        | 18. Dez. 2014                         |

## Staffel 3
Im Februar 2014 verlängerte der Sender die Serie um eine dritte Staffel, die seit dem 26. September 2014 auf dem US-amerikanischen Disney Channel ausgestrahlt wird.
| Nr. (ges.) | Nr. (St.) | Deutscher Titel                      | Originaltitel                    | Erstausstrahlung USA | Deutschsprachige Erstausstrahlung (D) |
| ---------- | --------- | ------------------------------------ | -------------------------------- | -------------------- | ------------------------------------- |
| 47         | 1         | Der Schulverweis                     | Guess Who Gets Expelled?         | 26. Sep. 2014        | 22. Juni 2015                         |
| 48         | 2         | Heuloween 2: Die Endabrechnung       | Howloween 2: the Final Reckoning | 2. Okt. 2014         | 23. Juni 2015                         |
| 49         | 3         | Nachhilfe für Tyler                  | Avery Schools Tyler              | 17. Okt. 2014        | 24. Juni 2015                         |
| 50         | 4         | Stans große Liebe                    | Stan Falls In Love               | 21. Nov. 2014        | 25. Juni 2015                         |
| 51         | 5         | Der faule Zahn                       | Avery vs. Teacher                | 28. Nov. 2014        | 26. Juni 2015                         |
| 52         | 6         | Das gestohlene Weihnachtsfest        | Stan Steals Christmas            | 5. Dez. 2014         | 6. Dez. 2015                          |
| 53         | 7         | Stanando                             | Avery Makes Over Max             | 9. Jan. 2015         | 27. Juni 2015                         |
| 54         | 8         | Avery träumt vom Küssen              | Avery Dreams of Kissing Karl     | 16. Jan. 2015        | 28. Juni 2015                         |
| 55         | 9         | Hund auf dem Laufsteg                | Dog on a Catwalk                 | 6. Feb. 2015         | 29. Juni 2015                         |
| 56         | 10        | Verwirrende Geschichten              | Guess Who's a Cheater            | 20. Feb. 2015        | 30. Juni 2015                         |
| 57         | 11        | Das Gewinnerwochenende               | Stan's New BFF                   | 6. März 2015         | 1. Juli 2015                          |
| 58         | 12        | Stan im Stress                       | Stan Sleep Talks                 | 26. März 2015        | 2. Juli 2015                          |
| 59         | 13        | Die Hochzeit                         | Stan Gets Married                | 17. Apr. 2015        | 3. Juli 2015                          |
| 60         | 14        | Die Klassensprecherwahl              | Guess Who Becomes President      | 24. Apr. 2015        | 4. Juli 2015                          |
| 61         | 15        | Stan bekommt Nachwuchs (1)           | Stan Has Puppies (1)             | 8. Mai 2015          | 7. Nov. 2015                          |
| 62         | 16        | Stan bekommt Nachwuchs (2)           | Stan Has Puppies (2)             | 8. Mai 2015          | 7. Nov. 2015                          |
| 63         | 17        | Du bist nicht mehr meine Schwester!  | You're Not My Sister Anymore     | 12. Juni 2015        | 8. Nov. 2015                          |
| 64         | 18        | Hilfe, unser Welpe spricht!          | The Puppies Talk                 | 19. Juni 2015        | 9. Nov. 2015                          |
| 65         | 19        | Wer ist Karls Freundin?              | Guess Who's Dating Karl          | 17. Juli 2015        | 10. Nov. 2015                         |
| 66         | 20        | Das Geheimnis des ruinierten Kleides | Murder of the Ornamental Dress   | 24. Juli 2015        | 11. Nov. 2015                         |
| 67         | 21        | Stan, der Retter                     | Stan Rescues His Princess        | 7. Aug. 2015         | 12. Nov. 2015                         |
| 68         | 22        | Katze mit Blog                       | Cat with a Blog                  | 21. Aug. 2015        | 13. Nov. 2015                         |
| 69         | 23        | Avery lernt Autofahren               | Avery Starts Driving             | 18. Sep. 2015        | 14. Nov. 2015                         |
| 70         | 24        | Ende gut, alles gut                  | Stan's Secret Is Out             | 25. Sep. 2015        | 15. Nov. 2015                         |